# Obolonskyi (raion)
Obolonskyi (em ucraniano: Оболонський район) é um dos 10 raions da cidade de Kiev.